# Doug Reinhardt
Douglas Francis „Doug” Reinhardt (ur. 22 października 1985 w Torrance) – amerykański bejsbolista, agent sportowy i celebryta. Najbardziej znany z udziału w reality show Wzgórza Hollywood oraz z grania w takich drużynach jak Los Angeles Angels czy Baltimore Orioles. Jest twarzą marki Fugen Mobile oraz Fun Facter.

## Życiorys

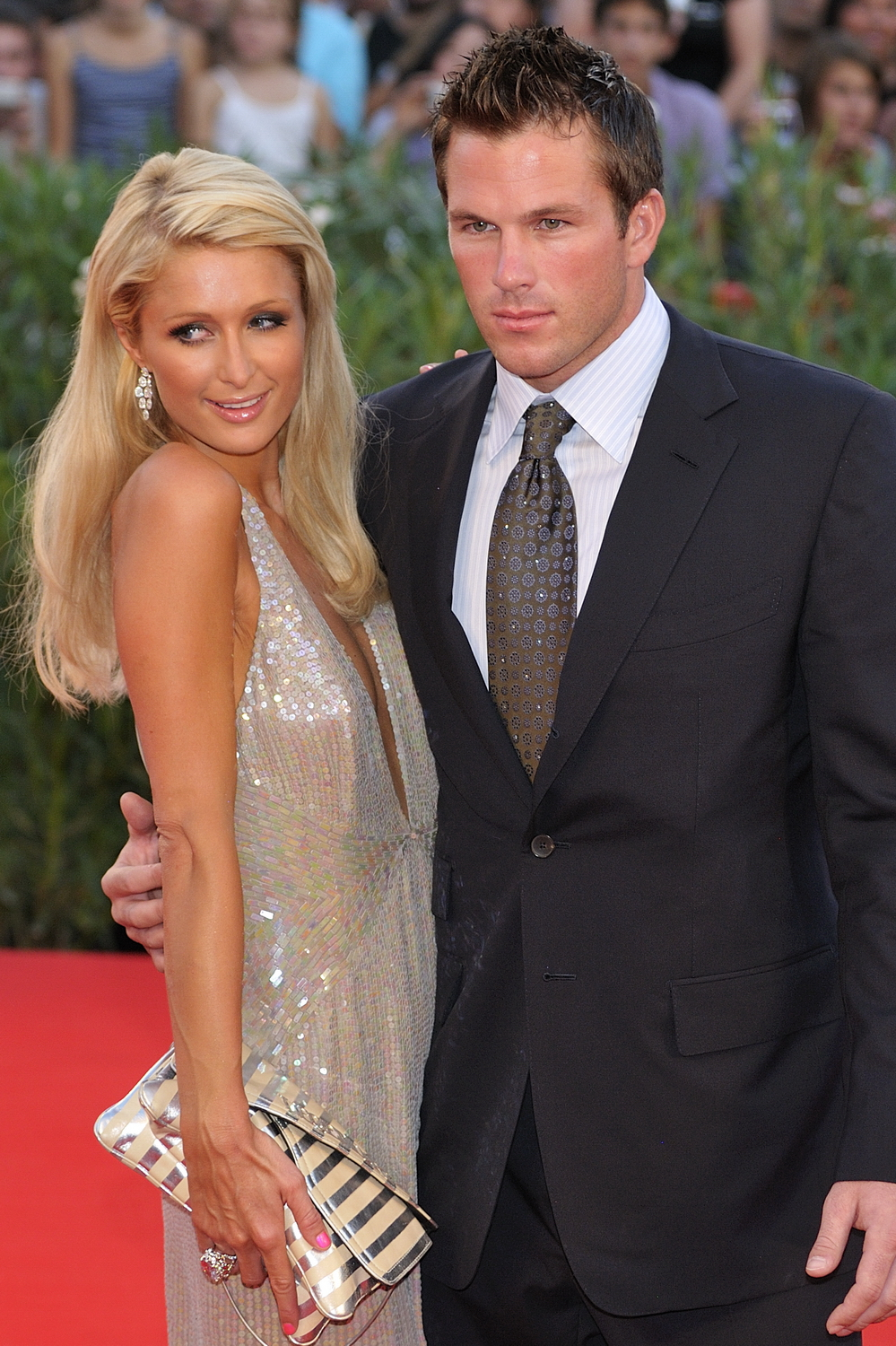
Doug Reinhardt z Paris Hilton na Międzynarodowym Festiwalu Filmowym w Wenecji (2009)

### Wczesne lata
Urodził się w Torrance w stanie Kalifornia jako syn Kelly J. i Johna Reinhardta. Wychowywał się w Laguna Beach w Kalifornii wraz z młodszą siostrą Casey Beau (ur. 1 lipca 1986). Po rozwodzie rodziców jego matka poślubiła Duane’a Robertsa, wynalazcę mrożonego burrito i właściciela Mission Inn Hotel & Spa, zabytkowego hotelu w śródmieściu Riverside.

### Kariera sportowa
Kiedy miał cztery lata zaczął grać w baseball. Uczęszczał do Santa Margarita Catholic High School w Rancho Santa Margarita, gdzie grał w piłkę nożną i baseball. Odrzucił jednak stypendium z Uniwersytetu Południowej Kalifornii i w 2004 podpisał kontrakt z Los Angeles Angels.
W 2007 związał się z Baltimore Orioles. Z powodu kontuzji kolana wrócił do Los Angeles, gdzie kontynuował edukację na Pepperdine University w pobliżu Malibu studiując politologię.
W 2011 wspólnie z certyfikowanym instruktorem hantli kettlebell, Owenem Evansem, opracował system treningu całego ciała RKS Kettlebell.

### Udział w reality show
Po kontuzji kolana wrócił do Los Angeles, by zakończyć studia. W maju 2008 spotykał się z Lauren Conrad, z którą dorastał wspólnie w Laguna Beach. Zaprzyjaźnili się ponownie. W 2008 zaczął występować w programie MTV Wzgórza Hollywood (The Hills) jako jej chłopak. Wkrótce para zerwała ze sobą. Reinhardt występował dalej w programie, ale już jako przyjaciel Lauren. Nie miał jednak rzeszy fanów, więc został wycofany z obsady programu. Spotkało się to później z bezczelnymi komentarzami Douga do producentów reality show.

## Życie prywatne
Od grudnia 2008 do stycznia 2009 tworzył związek z aktorką Amandą Bynes. W lutym 2009 zaczął spotykać się z dziedziczką sieci hoteli Paris Hilton. Para rozstała się w kwietniu 2010. W latach 2011–2013 był w związku Allie Lutz, uczestniczką programu Wzgórza Hollywood. Był żonaty z Natalie Sutton. Ze związku z Mią Keaną Irons ma bliźniaki - Mavericka i Beau (ur. 2019).
Pełni funkcję dyrektora generalnego FUGEN Mobile, LLC i Fun Factor, LLC. współpracując również z Entrepreneurial Properties Corporation, gdzie zajmuje się inwestycjami w nieruchomości wielorodzinne.

## Filmografia
Filmy
| Rok  | Tytuł                                                 | Rola                 | Reżyser                        |
| ---- | ----------------------------------------------------- | -------------------- | ------------------------------ |
| 2010 | Reinhardt Kettlebell System (film dokumentalny wideo) | w roli samego siebie |                                |
| 2011 | Lil' Blake (film krótkometrażowy)                     |                      | Nick Corirossi, Charles Ingram |
| 2017 | Mirror Image                                          | Johnny               | Chris W. Freeman, Justin Jones |

Produkcje telewizyjne
| Rok       | Tytuł                                                       | Rola                 | Uwagi     |
| --------- | ----------------------------------------------------------- | -------------------- | --------- |
| 2008–2009 | Wzgórza Hollywood (The Hills)                               | w roli samego siebie | Sezon 4–5 |
| 2009      | Paris Hilton - Kumpela na zabój (Paris Hilton’s My New BFF) | w roli samego siebie |           |
| 2009      | Late Show with David Letterman                              | w roli samego siebie |           |